# Ведомство

Герб военного ведомства Российской империи

Ве́домство (от рус. ведать ← от ст.-слав. вѣдѣти ← от праслав. vědti, «знать») — орган государственного или местного самоуправления, наделённый правами, обязанностями и полномочиями в какой-либо области государственной деятельности или отрасли народного хозяйства, например придворное ведомство. 
В других источниках указано что Ве́домство (ср.) отрасль, часть государственного управления, составляющая нечто целое, компетенция, определённый круг дел (определенная область государственных задач), возложенный законом на данное учреждение.

## История
Во времена Российской империи, Российской республики и первые годы советской власти ведомством называли определённую область государственных задач, возложенных законом на какое-либо государственное учреждение. Эта область находилась «в ведении» данного учреждения, которое обладало, как правило, исключительной компетенцией в решении возложенных на него задач. Само учреждение при этом также называли ведомством. К примеру, военное министерство Российской империи в обиходе именовалось «военным ведомством», министерство иностранных дел — «ведомством внешних сношений» и т. п. Слово «ведомство» также использовалось в официальных наименованиях некоторых учреждений. Так, официальным наименованием имперского учреждения по управлению благотворительной деятельностью в 1854—80 годы было «Ведомство учреждений императрицы Марии».
В СССР термин «ведомство» («подведомственный орган») получил более утончённый смысл. Его стали использовать для обозначения государственного учреждения, не обладавшего самостоятельностью, созданного при каком-либо органе государственного управления. Примером советских центральных ведомств являются комиссии, комитеты, бюро, управления и иные учреждения при правительстве СССР («ведомства Союза ССР»). В советский период появилось устойчивое выражение «министерства и ведомства», где центральные ведомства противопоставлялись другим центральным управленческим органам — министерствам (бывш. наркоматам), государственным комитетам и государственным агентствам — которые в отличие от ведомств были самостоятельными, независимыми учреждениями. Ведомства также создавались и на более низких уровнях системы советских органов управления — в частности, при правительствах союзных и автономных республик Союза ССР, а также при исполкомах советов различного уровня. Подведомственные государственные органы не следует путать с подведомственными предприятиями и организациями; на казённом языке партийно-советской бюрократии, предприятия и организации не являлись, в отличие от советских ведомств, органами государственного управления.
В законодательстве Российской Федерации — России термин «ведомство» чётко не определён. В первые годы после распада Союза ССР, в правительственных документах ведомства продолжали упоминаться в том же смысле, что и в советское время. Анализ использования этого термина и его производных в тот период позволяет говорить о том, что несмотря на широкий диапазон интерпретации понятия «ведомство», его смысл согласовывался с прежним пониманием. Гораздо чаще в нормативных актах и правовой литературе постсоветского периода встречался не сам термин, а его производные — «ведомственный», «надведомственный», «межведомственный» — например, в словосочетаниях «ведомственный нормативный акт», «ведомственные органы управления», «ведомственный контроль», «ведомственный жилой фонд», «ведомственная принадлежность», «межведомственная комиссия» и т. д. В этих источниках вышеуказанные выражения использовались, как правило, применительно к учреждениям федеральных исполнительных органов.